# Hunnemannia
Hunnemannia es un género de  fanerógamas, de la familia de las papaveráceas. Comprende 2 especies descritas y  aceptadas.

## Descripción
Son plantas perennes con tallos erectos algo leñosos en la base, y puede alcanzar los 60 cm de altura. Las hojas se asemejan a las de la estrechamente relacionada Eschscholzia, está finamente dividida en muchos lóbulos lineales de color gris-verde. Las flores son solitarias en forma de taza amarilla formada a partir de cuatro pétalos superpuestos, de 5-7 cm de diámetro, vagamente parecido al tulipán, los dos sépalos debajo suelen caer a medida que la flor se abre. Los numerosos estambres son cortos, con  anteras naranjas. Los frutos son largos y delgados también una reminiscencia de Eschscholzia.

## Distribución y hábitat
En la naturaleza se encuentran típicamente en elevaciones de 1,500-2,000 metros en el desierto de Chihuahua y al sur hasta el centro de México, donde le favorece los hábitats rocosos, y también se produce a lo largo de caminos.

## Taxonomía
El género  fue descrito por Robert Sweet y publicado en The British Flower Garden, . . . 3: t. 276. 1828. La especie tipo es Hunnemannia fumariifolia Sweet
Etimología
El género lleva el nombre del botánico inglés y coleccionista John Hunnemann (1760-1839).

## Especies
- Hunnemannia fumariifolia Sweet
- Hunnemannia hintoniorum G.L. Nesom